# Roman Martini
Roman Martini (ur. 1909 w Szczakowej, zm. 30 marca 1946 w Krakowie) – polski prokurator.

## Życiorys
Roman Martini urodził się w 1909 w Szczakowej. Był synem nadinspektora i naczelnika głównego urzędu cłowego w Szczakowej.
W 1927 zdał egzamin dojrzałości w V Państwowym Gimnazjum im. Jana Kochanowskiego w Krakowie. W 1931 ukończył studia na Wydziale Prawa Uniwersytetu Jagiellońskiego. Równolegle kształcił się w szkole nauk politycznych UJ. W 1934 uzyskał stopień doktora praw na podstawie pracy pt. Zarys urbanizacji i procesu koncentracji miejskiej Polski w dziesięcioleciu 1921–1930. W okresie II Rzeczypospolitej w 1938 został mianowany podprokuratorem Sądu Okręgowego w Kielcach.
Po wybuchu II wojny światowej brał udział w kampanii wrześniowej, w tym podczas obrony Modlina, za co został odznaczony przez Dowództwo Grupy Operacyjnej „Modlin” Krzyżem Srebrnym Orderu Virtuti Militari oraz Krzyżem Walecznych. Po kapitulacji został wzięty przez Niemców do niewoli i osadzony w Oflagu II C Woldenberg, gdzie przebywał do stycznia 1945.
Tuż po powrocie na ziemie polskie zgłosił się do służby w wymiarze sprawiedliwości i został przydzielony do Sądu Specjalnego w Krakowie na stanowisko wiceprokuratora. Zajmował się zbrodniami niemieckimi z okresu wojny na ziemiach polskich. Od czerwca 1945 roku prowadził śledztwo przeciwko Ferdynandowi Goetlowi, Janowi Emilowi Skiwskiemu, Marianowi Wodzińskiemu i Franciszkowi Urbanowi Prochownikowi pod zarzutem ich kolaboracji z Niemcami, a w szczególności udziału w przedsięwzięciach propagandy hitlerowskiej mającej na celu rozpowszechnienie wśród społeczeństwa polskiego wiedzy o zbrodni sowieckiej w Katyniu.

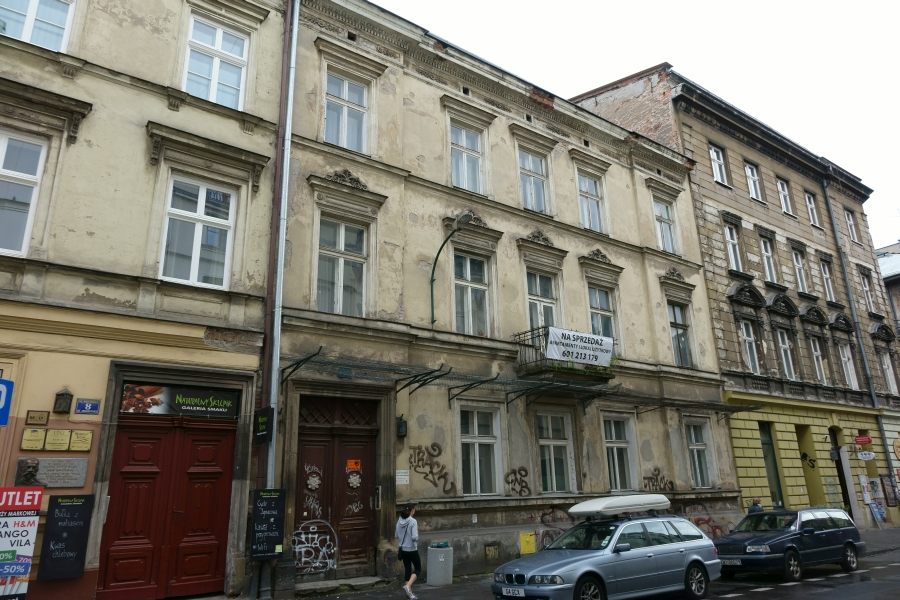
Kamienica przy ulicy Krupniczej 10 w Krakowie (pośrodku)

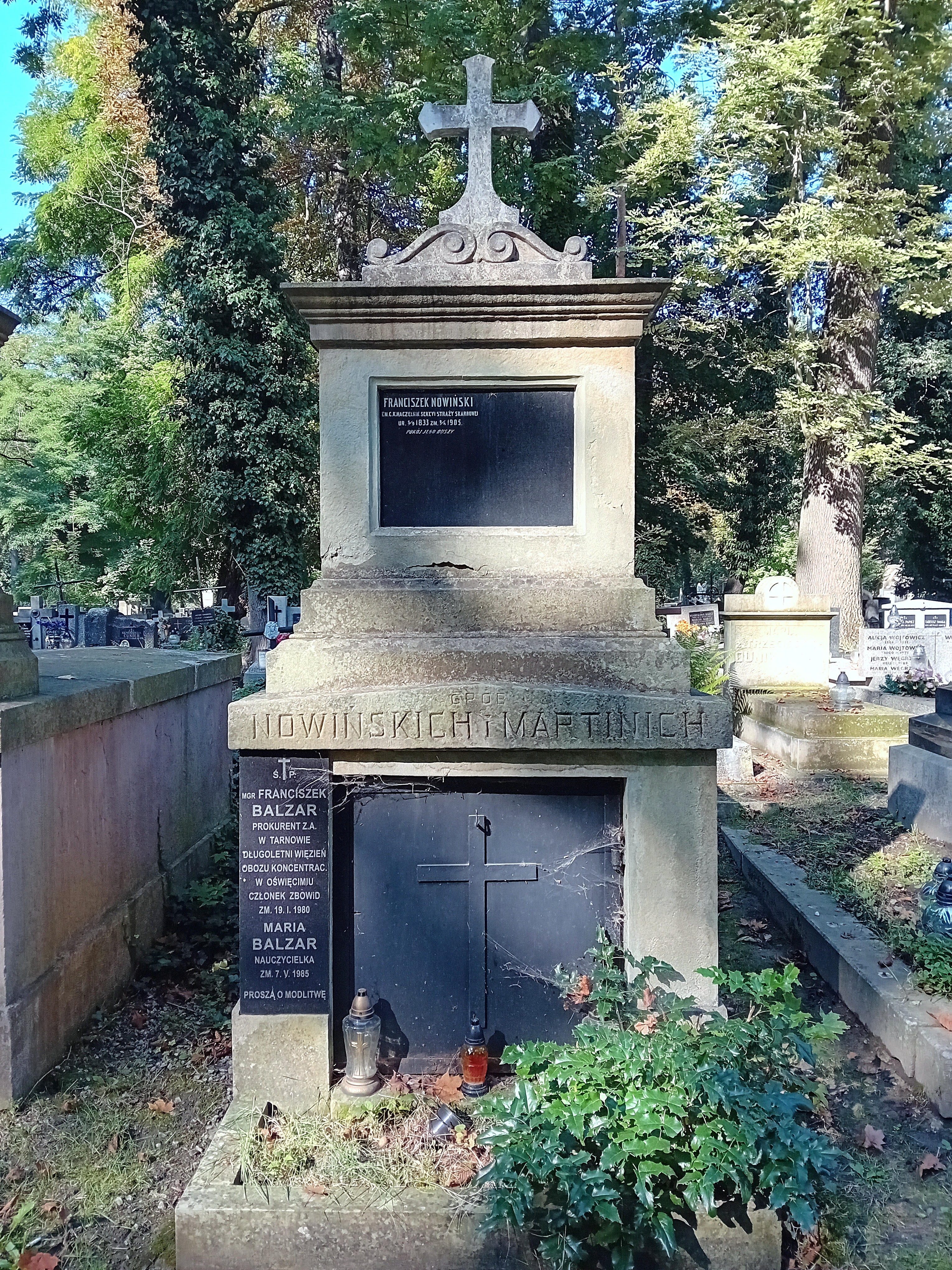
Grobowiec Martinich i Nowińskich

W styczniu 1946 poślubił Stanisławę, wdowę po Stanisławie Schlammie, matkę dwójki dzieci, od 1945 właścicielkę kawiarni „Fregata” przy ulicy Grodzkiej w Krakowie. W tym czasie postanowił zmienić rodzaj i miejsce pracy, decydując się na przenosiny do Katowic i otwarcie kancelarii prawniczej. Swoich planów nie zdążył zrealizować. 

### Morderstwo
W nocy 30 marca 1946 został zamordowany w najmowanym pokoju mieszkania przy ulicy Krupniczej 10 w Krakowie. Sekcja zwłok wykazała dwanaście ran tłuczono-miażdżonych głowy zadanych kluczem monterskim oraz cztery rany kłute szyi i klatki piersiowej. Wkrótce po morderstwie aresztowani zostali 17-letnia Jolanta Słapa (uczennica szkoły dramatycznej, nazywana również Maklakiewiczówna, ze względu na nazwisko ojczyma) i jej narzeczony, 20-letni Stanisław Lubicz-Wróblewski (maturzysta). Wyjaśnili, że Słapianka, będąca znajomą dr. Martiniego, umówiła rozmowę z nim, a Wróblewskiemu podsunęła pomysł dokonania morderstwa i rabunku. Podczas rozmowy Wróblewski uderzył Martiniego ciężkim kluczem instalatorskim, ogłuszając go, po czym zakneblował mu usta i kilkakrotnie dźgnął go nożem. Następnie oboje zabrali z mieszkania ubrania, pierścionki, złoty zegarek, złotą bransoletkę, zaś pozostawili tamże ww. klucz instalatorski. 
Według śledczych w dotarciu do sprawców pomógł znaleziony w mieszkaniu album z fotografiami znajomych Martiniego, których kolejno sprawdzano i rewidowano ich domy. Słapianka przyznała się do popełnienia morderstwa podczas rewizji w swoim mieszkaniu przy ulicy Śląskiej, gdzie znaleziono część zrabowanych przedmiotów. Inne później ujawniono w mieszkaniu Wróblewskiego, który również przyznał się do zbrodni. W procesie sądowym oboje zostali oskarżeni o popełnienie morderstwa. Wróblewski został w 1947 powtórnie aresztowany i wówczas skazany na karę śmierci i stracony (w wyjaśnieniach podał, że zabójstwo Martiniego było zemstą za uwiedzenie narzeczonej). Sama Jolanta Słapa została skazana na karę 15 lat pozbawienia wolności. W związku ze sprawą morderstwa osoba Romana Martiniego była przedmiotem pogłosek, w którym przypisywano mu niemoralne prowadzenie się, romanse, przechowywanie kosztowności.
Roman Martini został pochowany w grobowcu rodziny Nowińskich na cmentarzu Rakowickim w Krakowie 4 kwietnia 1946. Po śmierci Romana Martiniego jego żona urodziła córkę Małgorzatę.

### Niepotwierdzona historia
Aktualne opracowanie Narodowego Centrum Kultury (NCK) wyklucza prawdziwość plotek o związku śmierci Martiniego ze zbrodnią katyńską. Według niepotwierdzonych informacji, zabójstwo Romana Martiniego mogło zostać zainscenizowane. Podczas swojej pracy miał odnaleźć tajny raport z 10 czerwca 1940 autorstwa kierownika zarządu NKWD obwód Mińsk, Tartakowa, potwierdzający likwidację trzech polskich obozów jenieckich, Kozielsk, Ostaszków i Starobielsk, na wiosnę 1940 (tzw. „raport Tartakowa”). Informacje o powiązaniu śmierci Martiniego ze sprawą katyńską docierały anonimowo do jego żony Stanisławy, która w okresie PRL była inwigilowana przez komunistyczne służby bezpieczeństwa; ponadto w powojennych audycjach „Głosu Ameryki” R. Martini był wskazywany wśród ustalających sprawców zbrodni katyńskiej. Według innej wersji Roman Martini miał zginąć w upozorowanej sprawie kryminalnej za to, że usiłował wskazać na sprawstwo zbrodni katyńskiej dokonane przez Sowietów.